# 莉薇拉

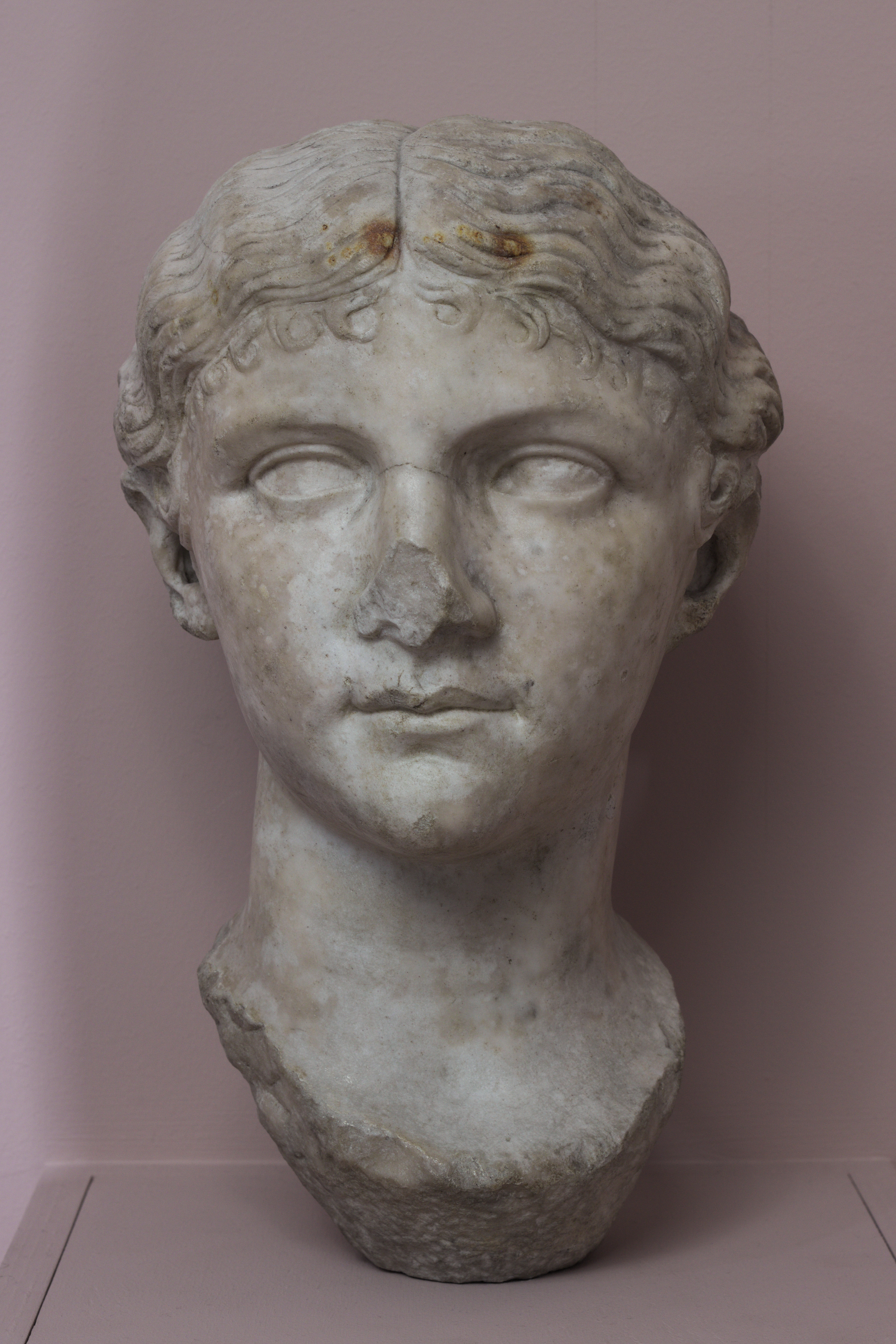
莉薇拉

莉薇拉（Livilla），又名克勞迪雅·莉薇婭（Claudia Livia），羅馬帝國早期皇室成員，將軍日耳曼尼庫斯的妹妹、皇帝克勞狄一世的姊姊。大德魯蘇斯和小安東尼婭的女兒。
莉薇拉結婚兩次：首先與奧古斯都的外孫兼養子蓋烏斯·凱撒，蓋烏斯·凱撒死後她和提比略的兒子小德魯蘇斯結婚。小德魯蘇斯卻在西元23年離奇死亡，禁衛軍長官塞揚努斯企圖娶莉薇拉成為帝室的一員，被提比略拒絕。31年塞揚努斯被提比略處決，與他關係密切的莉薇拉被以絕食的方式在飢餓折磨之中監禁至死。